# Benedykt XII
Benedykt XII, łac. Benedictus XII, właśc. Jacques Fournier OCist (ur. ok. 1280–1285 w Saverdun, zm. 25 kwietnia 1342 w Awinionie) – papież w okresie od 20 grudnia 1334 do 25 kwietnia 1342, cysters.

## Życiorys
Pochodził ze skromnego środowiska, jego ojciec był prawopodobnie młynarzem. Karierę duchowną rozpoczął w zakonie cystersów w Boulbonne. Studiował na uniwersytecie paryskim, gdzie otrzymał tytuł magistra teologii. W 1317 został biskupem Pamiers, a dziesięć lat później kardynałem. Sprawował też urząd inkwizytora w Langwedocji i zajmował się nadużyciami seksualnymi i herezją tamtejszego kleru.
Po śmierci Jana XXII najbardziej oczywistym kandydatem był Jean-Raymond de Comminges, który jednak odmówił złożenia obietnicy, że nie przeniesie Stolicy Piotrowej z powrotem do Rzymu. Z tego powodu jego kandydatura została odrzucona, natomiast wybrano Jacques’a Fourniera jako trzeciego papieża niewoli awiniońskiej.
Na początku pontyfikatu zreorganizował kurię i przeprowadził surową kontrolę wydatków (m.in. zmniejszył opłaty za wydawanie dokumentów). Określił także nowe, surowe zasady dla mnichów cysterskich, franciszkańskich i benedyktyńskich. Nie mógł się jednak wyzwolić spod wpływów dworu francuskiego, o czym może świadczyć fakt, że nie przeniósł się do Rzymu. Wkrótce potem rozpoczął budowę pałacu w Awinionie a także mianował pięciu francuskich kardynałów.
Na arenie międzynarodowej był mniej skuteczny – nie zapobiegł wybuchowi wojny stuletniej pomiędzy Anglią a Francją. Pomimo że początkowo był bliski porozumienia i zniesienia interdyktu z króla Niemiec, Ludwika IV, to nie udało się tego osiągnąć, gdyż sprzeciwili się temu król Francji Filip VI i król Neapolu Robert I.

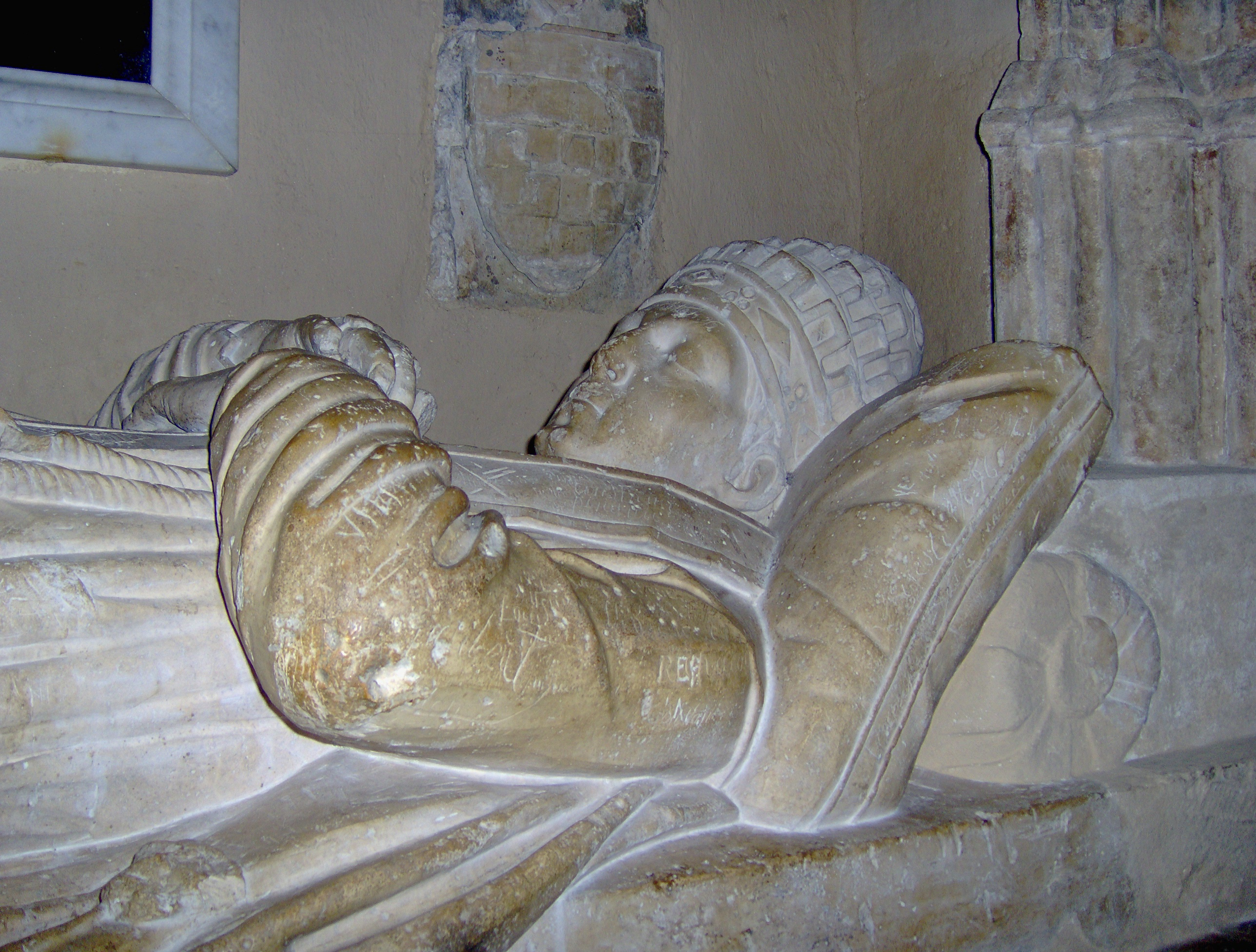
Grób Benedykta XII w Katedrze Notre-Dame des Doms w Awinionie

Poprzez swoich wysłanników rozstrzygnął na korzyść Korony Królestwa Polskiego spór z zakonem krzyżackim w procesie warszawskim w 1339.  Kazimierz Wielki uzyskał jego przychylność obietnicą zrzeczenia się na korzyść papiestwa połowy należnej mu od Zakonu Krzyżackiego sumy, wynikającej z wyroku sądowego z 1321.